# Бетонг (область)
Бетонг (малайск. Betong) — одна из областей в составе малайзийского штата Саравак на острове Калимантан.

## География
Область расположена в западной части штата, и занимает 4 180,8 км².

## Население
В 2008 году в области Бетонг проживало 116 700 человек. Большинство жителей области Бетонг — ибаны, китайцы и малайцы.

## Административное деление
Область Бетонг делится на два округа:
- Бетонг
- Сараток

## Экономика
Основой экономики области являются лесозаготовки и сельское хозяйство.